# Communications in Algebra
Communications in Algebra is een internationaal, aan collegiale toetsing onderworpen wetenschappelijk tijdschrift op het gebied van de wiskunde. De naam wordt in literatuurverwijzingen meestal afgekort tot Comm. Algebra. Het wordt uitgegeven door Taylor & Francis en verschijnt maandelijks.